# India International 2013
Die India International 2013 im Badminton fanden vom 11. bis zum 15. Dezember 2013 in Mumbai statt.

## Sieger und Platzierte
| Disziplin    | Gold                          | Silber                       | Bronze                                      |
| ------------ | ----------------------------- | ---------------------------- | ------------------------------------------- |
| Herreneinzel | Sourabh Varma                 | H. S. Prannoy                | R. M. V. Gurusaidutt                        |
| Herreneinzel | Sourabh Varma                 | H. S. Prannoy                | Sai Praneeth Bhamidipati                    |
| Dameneinzel  | Febby Angguni                 | Ana Rovita                   | Dinar Dyah Ayustine                         |
| Dameneinzel  | Febby Angguni                 | Ana Rovita                   | Lee Chia-hsin                               |
| Herrendoppel | Manu Attri B. Sumeeth Reddy   | Tien Tzu-chieh Wang Chi-lin  | Pranav Chopra Akshay Dewalkar               |
| Herrendoppel | Manu Attri B. Sumeeth Reddy   | Tien Tzu-chieh Wang Chi-lin  | K. Nandagopal Hema Nagendra Babu Thandarang |
| Damendoppel  | Pradnya Gadre Siki Reddy      | Jwala Gutta Ashwini Ponnappa | Sanyogita Ghorpade Maneesha Kukkapalli      |
| Damendoppel  | Pradnya Gadre Siki Reddy      | Jwala Gutta Ashwini Ponnappa | Prajakta Sawant Arathi Sara Sunil           |
| Mixed        | Akshay Dewalkar Pradnya Gadre | Tarun Kona Ashwini Ponnappa  | Pranav Chopra Maneesha Kukkapalli           |
| Mixed        | Akshay Dewalkar Pradnya Gadre | Tarun Kona Ashwini Ponnappa  | Arun Vishnu Aparna Balan                    |